# Ezechiël (profeet)

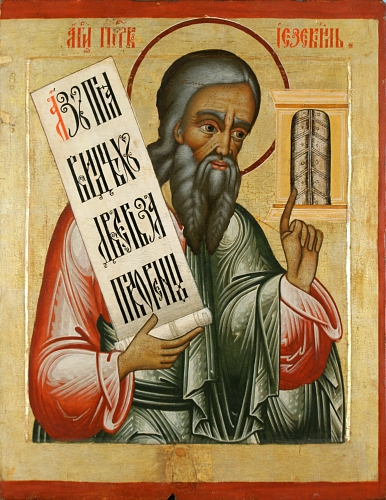
De profeet Ezechiël

Ezechiël (Hebreeuws: יְחֶזְקֵאל, Jêchezqeel, "sterk is God" of "hij zal door God versterkt worden") is een van de grote profeten uit de Hebreeuwse Bijbel. Volgens de traditie schreef hij het Bijbelboek Ezechiël in Babylonische ballingschap.

## Leven
Ezechiël was de zoon van een Israëlitische priester (Cohen) en behoorde bij de eerste groep Israëlieten die Nebukadnezar II in 597 v.Chr. naar Babylon voerde. Hij was tijdgenoot van Jeremia.
In Mesopotamië leefde Ezechiël bij het Kebarkanaal (soms geïnterpreteerd als Khabur), het huidige Schatt-en-Nil bij Babylon, waar hij als profeet optrad. Hij begon zijn profetische werk toen hij 30 was en deed dit 20 jaar lang. Hij werkte alleen als profeet in Babylon, nooit in Israël of Juda zelf. Het boek Ezechiël bevat aanwijzingen dat hij belangrijk was in de diaspora-gemeenschap. Zo zat hij de raad van oudsten voor en sprak de hele gemeenschap over hem.
Tijdens het negende jaar van zijn ballingschap overleed zijn vrouw, gelijktijdig aan de val van Jeruzalem. Over de dood van zijn vrouw mocht hij niet rouwen.

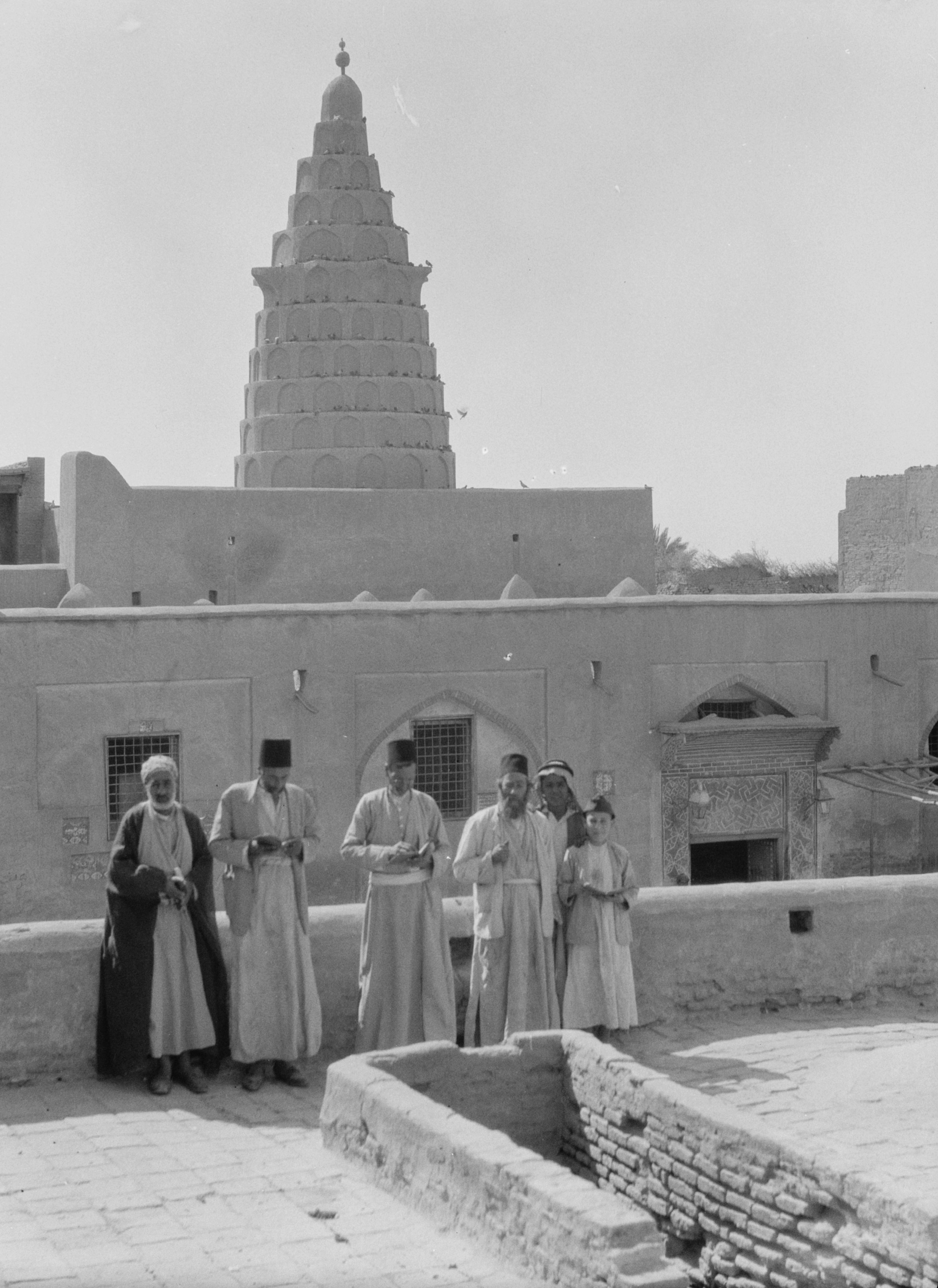
De graftombe waarin Ezechiël begraven zou liggen

Over Ezechiëls dood is niets bekend. In al-Kifl, in de regio Hilla (antiek Babel) in Irak, is een graftombe waarin Ezechiël zou liggen. Hij maakt onderdeel uit van de Al-Nuchailah-moskee. Sinds enkele jaren is deze weer te bezoeken.

## Boodschap
In de als authentiek beschouwde tekstdelen van het boek Ezechiël is hij krachtig pleitbezorger van de monotheïstische JHWH-religie en heeft hij scherpe kritiek op de afgoderij waartoe de Israëlieten waren vervallen. Ezechiël hield de priesterkaste verantwoordelijk voor het afdwalen van de Israëlieten. Het was zijn verklaring van de oorzaak voor de diaspora. Zijn scherpe kritiek op de religieuze leiders weerklinkt in Jezus' vergelijkbare veroordeling.
De vernietiging van Jeruzalem in 586 v.Chr. was voor hem het keerpunt en hierna verkondigde hij in toenemende mate een heilsboodschap voor Israël. Hij steunde het beeld van de heiligheid van de godsnaam en geldt als vader van de priesterlijke theologie. Dit uit zich in zijn klassiek priesterlijke thema's zoals reinheid en onschuld. Zijn voorstellingen van handelingen van JHWH zijn doordrenkt met geweldsfantasieën en -handelingen jegens religieuze dissidenten.

## Gedenkdagen
- Koptisch-Orthodoxe Kerk: 31 maart
- Armeens-Apostolische Kerk: 13 maart, 21 juli en 26 december
- Oosters-orthodoxe kerken: 21 juli en 23 juli
- Rooms-Katholieke Kerk: 23 juli
- Protestantisme: 21 juli (in de kalender van de Lutherse kerk – Missouri-Synode)